# 530. pr. n. št.
530. pr. n. št. je sedmo desetletje v 6. stoletju pr. n. št. med letoma 539 pr. n. št. in 530 pr. n. št.. 